# Hedwig Fröhlich
Hedwig Fröhlich (geborene von Zedtwitz; * 22. November 1833 in Annaberg; † 23. Januar 1922 in Dresden) war Hausvorsteherin der Diakonissenanstalt Dresden.

## Leben
Hedwig Fröhlich wurde am 22. November 1833 in Annaberg geboren. Ihr Vater war Friedrich von Zedtwitz (1782–1834), Amtsprotokollant, Bergmeister und Bergkommissionsrat. Ihre Mutter war Agnes Julia von Zedtwitz (geborene Krause, 1805–1846). Ihre zwei Schwestern Adelheid (1813–1883) und Hildegard (1815–1872) von Zedtwitz stammten aus der ersten Ehe ihres Vaters. 1837 zog sie mit ihrer Mutter nach Dresden, wo die Mutter 1846 aufgrund einer Typhuserkrankung starb. Daraufhin wurde sie von ihren Halbschwestern großgezogen. Nach dem Willen von Adelheid ging Hedwig 1850 in das Erziehungsinstitut des Benediktinerinnenklosters in Valognes. Dort sollte sie Französisch lernen, um als Hauserzieherin in England zu arbeiten. Statt nach England zu gehen, bewarb sie sich in der Diakonissenanstalt Kaiserswerth. Sie wurde aufgrund ihrer „vielseitigen Gaben“ aufgenommen, obwohl sie noch nicht 18 Jahre alt war.
Am 14. April 1851 trat sie in die Diakonissenanstalt ein und durchlief eine Pflege- sowie eine Lehrerinnenausbildung. Nach Abschluss der Ausbildung wurde sie 1853 als Diakonisse eingesegnet. Mit 19 Jahren war Hedwig Probemeisterin, d. h. sie bildete selbst neue Krankenpflegerinnen aus. In dieser Zeit unternahm sie mehrere Reisen, u. a. nach Triest, Venedig, Holland und an den Bodensee.
1856 lernte sie Johannes Karl Heinrich Fröhlich, Heinrich Fröhlich genannt, in der Diakonissenanstalt Kaiserswerth kennen. Heinrich Fröhlich war Pfarrer und Rektor der Dresdner Diakonissenanstalt. Im Juni 1857 baten Hedwig und Heinrich Fröhlich die Anstaltseltern Theodor und Caroline Fliedner um Heiratserlaubnis. Caroline Fliedner riet Hedwig von der Heirat ab und schloss Hedwig aufgrund der unerlaubten Verlobung aus der Gemeinschaft der Diakonissen aus. Pastor Ludwig Harms, Seelsorger von Hedwig, ermutigte sie zur Heirat. Am 15. Oktober 1857 heirateten Hedwig und Heinrich Fröhlich im Braunschweiger Dom.
Fröhlich wurde am 1. Mai 1858 offiziell Hausvorsteherin im Dresdner Diakonissenhaus. Bevor sie die Stelle antreten konnte, musste sie aus der unierten Kirche Preußens (Kaiserswerther Ausrichtung) austreten und in die lutherische Kirche Sachsens eintreten. In der lutherisch sächsischen Kirche wurde sie erneut zur Diakonisse eingesegnet.
Hedwig arbeitete bis zum 30. September 1884 in der Diakonissenanstalt als Hausvorsteherin. Sie starb 1922 in Dresden.

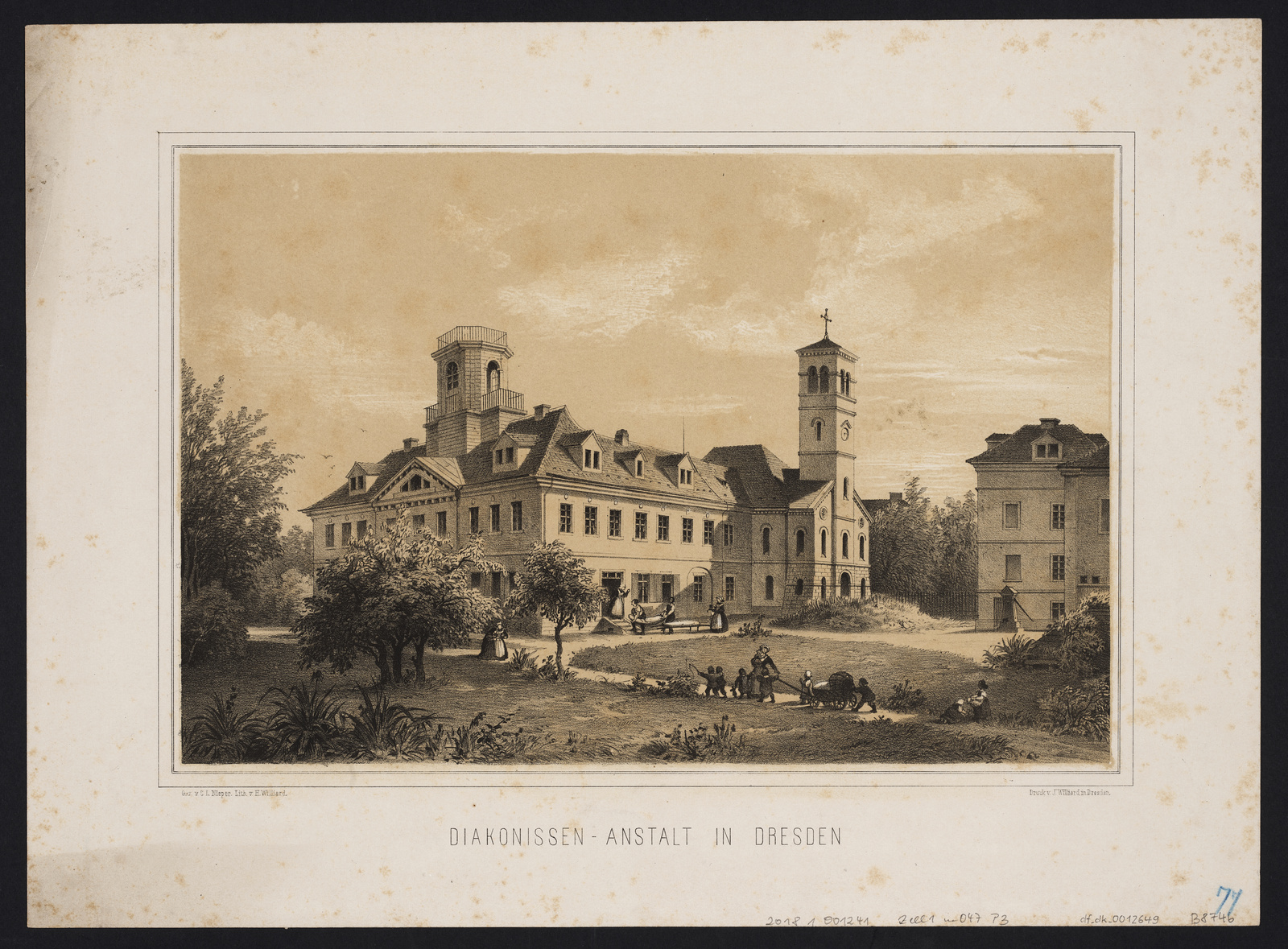
Diakonissen Anstalt in Dresden

## Ehe und Familie
Peggy Renger-Berka beschreibt die Brautsuche von Heinrich Fröhlich folgendermaßen: „Bei der Wahl der passenden Ehefrau galt es nach den zeitgenössischen Pastoraltheologien jedoch nicht nur, auf „weibliche Bildung und Tüchtigkeit“ sowie einen entsprechenden „Sinn für seinen Stand und Beruf“ zu achten, sondern auch auf persönliche Zuneigung“. Dass die Ehe keine reine Vernunftehe war, bestätigen auch Berichte von Familienangehörigen. Trotz teils religiöser Differenzen und Charaktereigenschaften beruhte die Ehe auf gegenseitigen Respekt und Vertrauen, da Hedwig sonst nicht die Anstaltsleitung in Abwesenheit ihres Mannes übernommen hätte.
Das Ehepaar Fröhlich hatte folgende Kinder:
- Johann Heinrich (1858–1934), Pfarrer
- Karl Heinrich Johannes (1862–1863)
- Heinrich Jakob Karl (1864–1917)
- Hedwig Marie (1860–1939), heiratete Gustav Molwitz (1849–1927), Pietist, 1877 Konrektor, 1881 Rektor der Dresdner Diakonissenanstalt
- Hedwig († 1867)
- Hedwig Johanna (1869–1944)

Neben den eigenen Kindern wurden auch verwaiste Verwandte und Missionarskinder aufgenommen und großgezogen. Belegt ist, dass Paul Wagner, der Neffe von Heinrich Fröhlich, nach dem Tod seiner Mutter von der Familie aufgenommen wurde.
Allgemein lebte die Familie eine große Gastfreundschaft. Hedwig leitete den eigenen Haushalt, wobei die Familie von der Anstaltsküche versorgt wurde und die Kinder die Privatschule, welche Heinrich Fröhlich gründete, besuchten.

## Glauben
Fröhlich wuchs in Dresden in den „pietistisch-erweckten Kreisen des sächsischen Adels“ auf. Zu den Kreisen gehörte auch die Herrnhuter Brüdergemeine. Sie wurde stark geprägt von der Inneren Mission, wobei die Innere Mission aus der Erweckungsbewegung kam, und versuchte den gesellschaftlichen Missständen durch christliche „Liebestätigkeit“ zu begegnen.

## Lebenswerk
Hedwig Fröhlich war durch ihre Ehe eng mit dem Dresdner Diakonissenhaus verbunden. Das Diakonissenhaus in Dresden sollte dem Vorbild des Kaiserswerther Familienmodells folgen, wodurch Hedwig qua Status als Ehefrau das Amt der Hausvorsteherin (auch „Hausmutter“ genannt) übertragen bekam. (Die Aufgabenteilung änderte sich bereits in der nächsten Generation, ihre Tochter Hedwig Marie übernahm als Frau des Rektors kein offizielles Amt in der Diakonie.) Neben ihren Ämtern als Hausvorsteherin und Pfarrfrau bildete sie weiter Pflegerinnen aus.

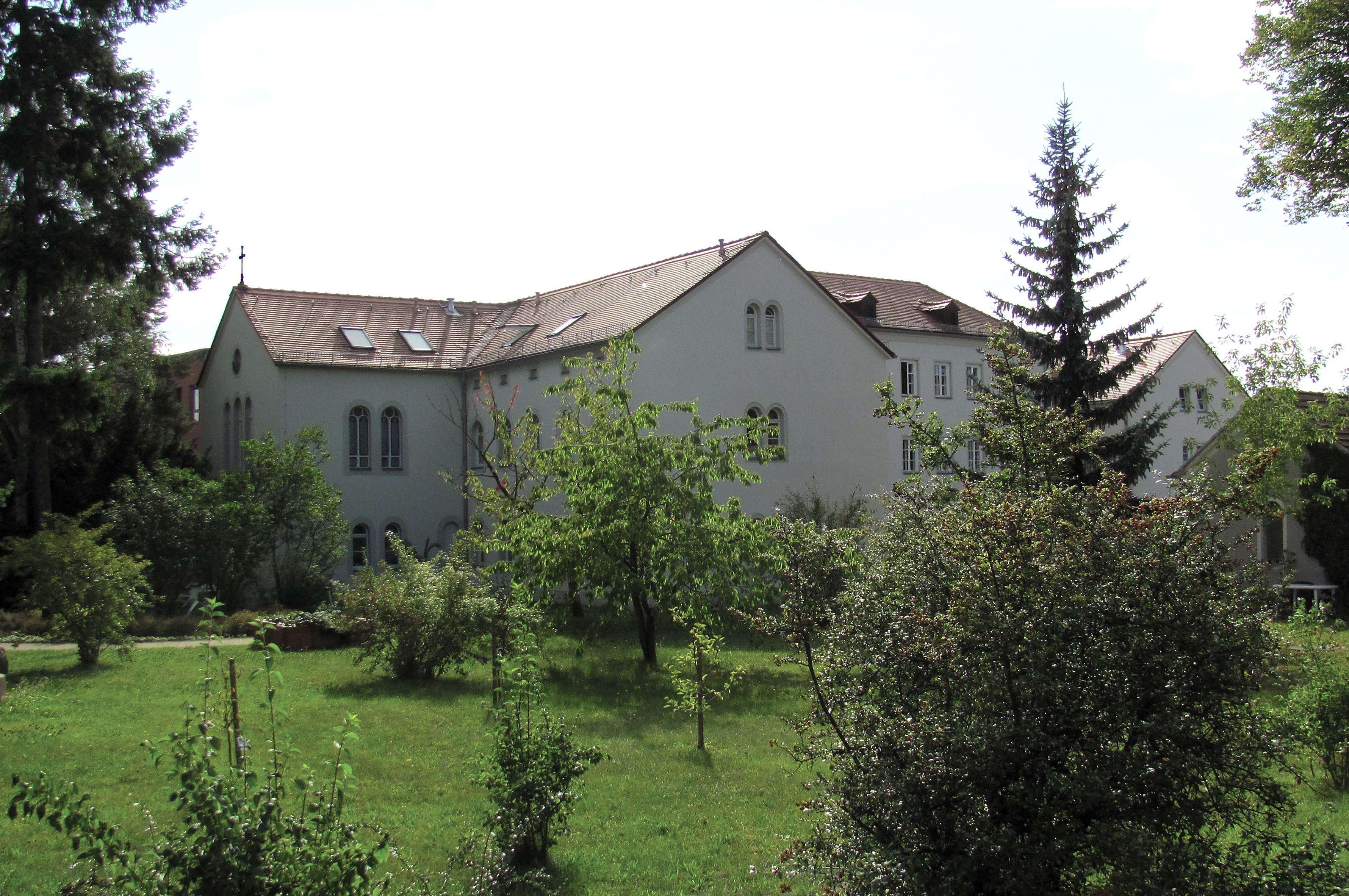
Denkmalgeschütztes Haus, Heinrich-Zille-Straße 15, Radebeul, Sachsen

Von Kaiserswerth und Auslandsreisen (hier vor allem nach Holland) geprägt, setzte sie sich für weibliche Strafgefangene und Prostituierte ein. Sie gründete das Magdalenenasyl „Talitha kumi“ in Radebeul. Cora von Erdmannsdorf unterstützte das Erziehungsheim zur Resozialisierung anfangs finanziell. 1869 gründete Hedwig den Magdalenenhilfsvereins zur Unterstützung und Finanzierung des Magdalenenasyls. Das Magdalenenasyl ist seit 1940 ein Altenpflegeheim, welches nach seiner ehemaligen Gründerin in Hedwig-Fröhlich-Haus umbenannt wurde.
Während der Kriege 1866 und 1870/71 übernahm Fröhlich die Leitung der Diakonissenanstalt, während ihr Mann Diakonissen zur Verwundetenpflege an die Front und wieder zurück begleitete. 1870/71 hatte Heinrich Fröhlich vor seiner Abreise verfügt, dass die Diakonissenanstalt als Lazarett zur Verfügung steht. Allerdings spielte das Lazarett kaum eine Rolle im Kriegsgeschehen. Für ihren Einsatz erhielt Hedwig vom sächsischen Königshaus 1872 den Sidonien-Orden „zur Erinnerung an die fromme Gemahlin Albrechts des Barmherzten und in dankbarer Anerkennung des segensreichen Wirkens vieler Frauen und Jungfrauen auf dem Gebiet freiwillig helfender Liebe“.

## Weitere Ämter
- 1858–1864 Oberin (Oberhaupt der Diakonissen)
- 1866 und 1870/71 stellvertretende Leitung der Diakonissenanstalt
- 1884 Mitglied im Frauenkomitee der Diakonissenanstalt
- 1893 Vorstandsmitglied der ev.-luth. Diakonissenanstalt
- 1. Vorsteherin des Frauenmissionsvereins
- Vorstandsmitglied des Magdalenenhilfsvereins